# Conocybe murinacea
Conocybe murinacea är en svampart som beskrevs av Watling 1980. Conocybe murinacea ingår i släktet Conocybe och familjen Bolbitiaceae.  Artens status i Sverige är: Ej påträffad. Inga underarter finns listade i Catalogue of Life.